# Letiště

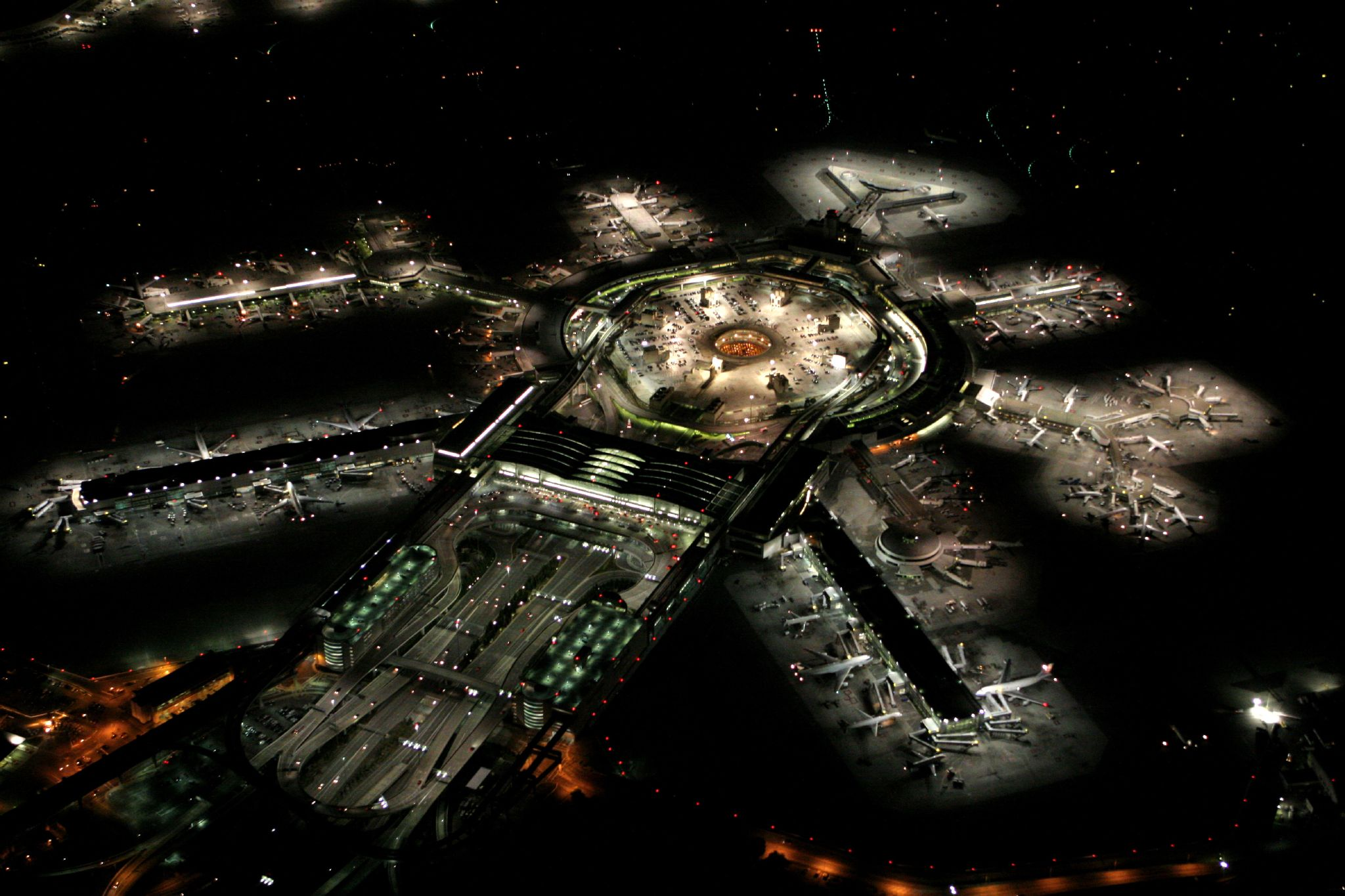
Mezinárodní letiště v San Franciscu

Letiště je stavba na zemi nebo na vodě určená pro vzlety, přistání (vzletová a přistávací dráha) a pozemní pohyby letadel po pojezdových drahách. Obvykle k ní patří i další technické a logistické zázemí – hangáry, řídicí věž, letištní terminály, sklady leteckého paliva a stavby pro logistické zabezpečení leteckého provozu. 
Z provozního hlediska je každé letiště členěno na:
- veřejně přístupnou část (landside), tj. parkoviště apod.,
- terminál (přechod mezi landside a airside), tj. odbavení cestujících a zboží,
- veřejně nepřístupnou část (airside).[1]

Letiště můžeme dělit na mezinárodní, což je letiště, které může přijmout mezinárodní cestující z jiných států, a vnitrostátní, které se nemusí zabývat imigrací a clem. Většina letišť je označena s kódem ICAO a mezinárodní letiště s pravidelným provozem mívají také kód IATA.
Raná letiště byla budována během první světové války pro vojenské potřeby. Po válce byly k některým dostavěny další budovy pro podporu civilní přepravy osob. První letiště určené výhradně pro civilní účely bylo otevřeno roku 1922 v tehdy německém Königsbergu.
Letiště se rozdělují do čtyř základních typů:
1. mezinárodní uzlové letiště (International Hubs), těch je v celosvětovém měřítku cca 18,
2. mezinárodní základní letiště a destinace (International Origin and Destinations, zkratka O&Ds), těch je v celosvětovém měřítku cca 32,
3. sekundární uzlové letiště a základní letiště a destinace (Secondary Hubs and O&Ds), těch je v celosvětovém měřítku cca 150,
4. regionální letiště.[1]

Největší dopravní letiště světa se nachází v Atlantě v Georgii (USA),[kdy?] avšak ze všech měst je nejvyšší počet přepravených cestujících v Londýně díky většímu počtu letišť: London Heathrow, London Gatwick, London Luton, London Stansted, London City, London Biggin Hill.[kdy?]
Na konci roku 2020 přestalo být letiště v Atlantě největším letištěm na světě podle počtu odbavených cestujících. Letiště v Atlantě tento titul drželo od roku 1998. Největším letištěm na světě podle počtu odbavených cestujících se tak v roce 2020 stalo poprvé v historii čínské letiště, a to mezinárodní letiště Kanton Paj-jün.

## Zařízení letiště
Při vstupu na letiště musí cestující zpravidla projít následujícími kroky (stanovišti):
- Odbavení (check-in)
- Bezpečnostní kontrola
- Pasová kontrola
- Gate

Po přistání letadla cestující čekají následující kroky (stanoviště):
- Pasová kontrola
- Výdej zavazadel
- Celní úřad

Při přestupu na další let cestující čekají v tzv. tranzitních zónách. 

## Letiště v Česku

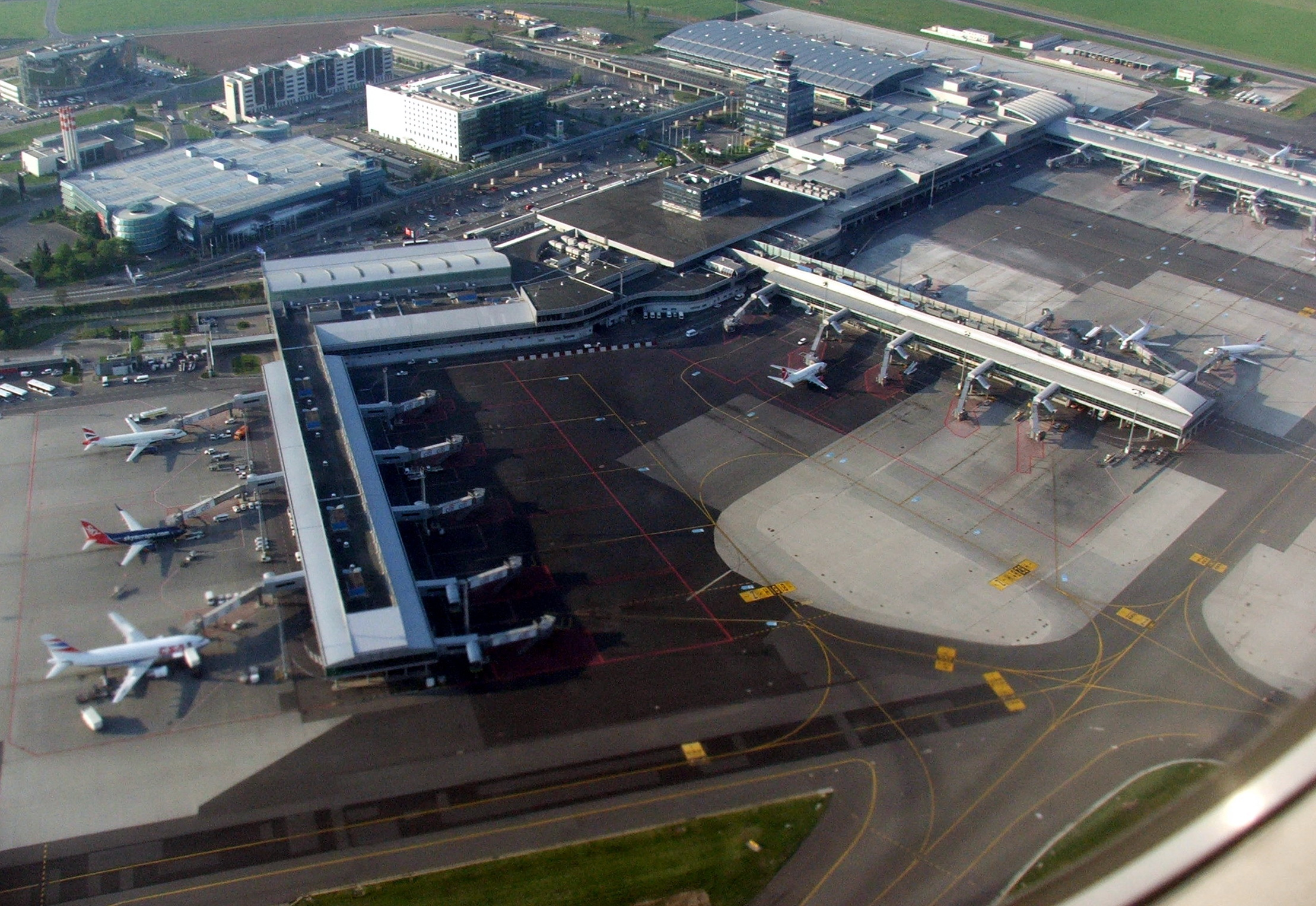
Letiště Václava Havla Praha

### Mezinárodní veřejná
- Letiště Brno-Tuřany (LKTB)
- Letiště České Budějovice (LKCS)
- Letiště Karlovy Vary (LKKV)
- Letiště Leoše Janáčka Ostrava (LKMT)
- Letiště Pardubice (LKPD)
- Letiště Václava Havla Praha (LKPR)
- Letiště Mnichovo Hradiště (LKMH)

#### Ostatní
- Letiště Benešov (LKBE)
- Letiště Zbraslavice (LKZB)
- Letiště Brno-Medlánky (LKCM)
- Letiště Kladno (LKKL)
- Letiště Praha-Kbely (LKKB)
- a další

### Letištní infrastruktura
- Vzletová a přistávací dráha
- Pojezdová dráha
- Biologická ochrana letišť
- Nástupní most
- Letištní okruh
- Heliport
- Helipad

## Světová letiště
Následující přehled největších letišť vychází ze statistik vydaných organizací Airports Council International v roce 2018.
- Dle přepravených cestujících

1. Letiště Atlanta (107 394 029 osob)
2. Letiště Peking (100 983 290 osob)
3. Letiště Dubaj (89 149 387 osob)
4. Letiště Los Angeles (87 534 384 osob)
5. Letiště Haneda (87 131 973 osob)
6. Letiště Chicago (83 339 186 osob)
7. Letiště London Heathrow (80 126 320 osob)
8. Letiště Hongkong (74 517 402 osob)
9. Letiště Šanghaj Pchu-tung (74 006 331 osob)
10. Letiště Charlese de Gaulla (72 229 723 osob)

- Dle objemu nákladní dopravy

1. Letiště Hongkong (5 120 811 tun)
2. Letiště Memphis (4 470 196 tun)
3. Letiště Šanghaj Pchu-tung (3 768 573 tun)
4. Letiště Inčchon (2 952 123 tun)
5. Letiště Anchorage (2 806 743 tun)
6. Letiště Dubaj (2 641 383 tun)
7. Letiště Louisville (2 623 019 tun)
8. Letiště Tchaj-wan Tchao-jüan (2 322 823 tun)
9. Letiště Narita (2 261 008 tun)
10. Letiště Los Angeles (2 209 850 tun)

Britská konzultační společnost Skytrax vydává každoročně žebříčky letišť dle kvality. Nejlépe bývají hodnocena asijská letiště (Singapur-Changi, Haneda, Inčchon, Hongkong, Dauhá), z evropských pak Mnichov a Amsterdam.